# Homonoia riparia
Homonoia riparia är en törelväxtart som beskrevs av João de Loureiro. Homonoia riparia ingår i släktet Homonoia och familjen törelväxter. IUCN kategoriserar arten globalt som livskraftig. Inga underarter finns listade i Catalogue of Life.

## Bildgalleri

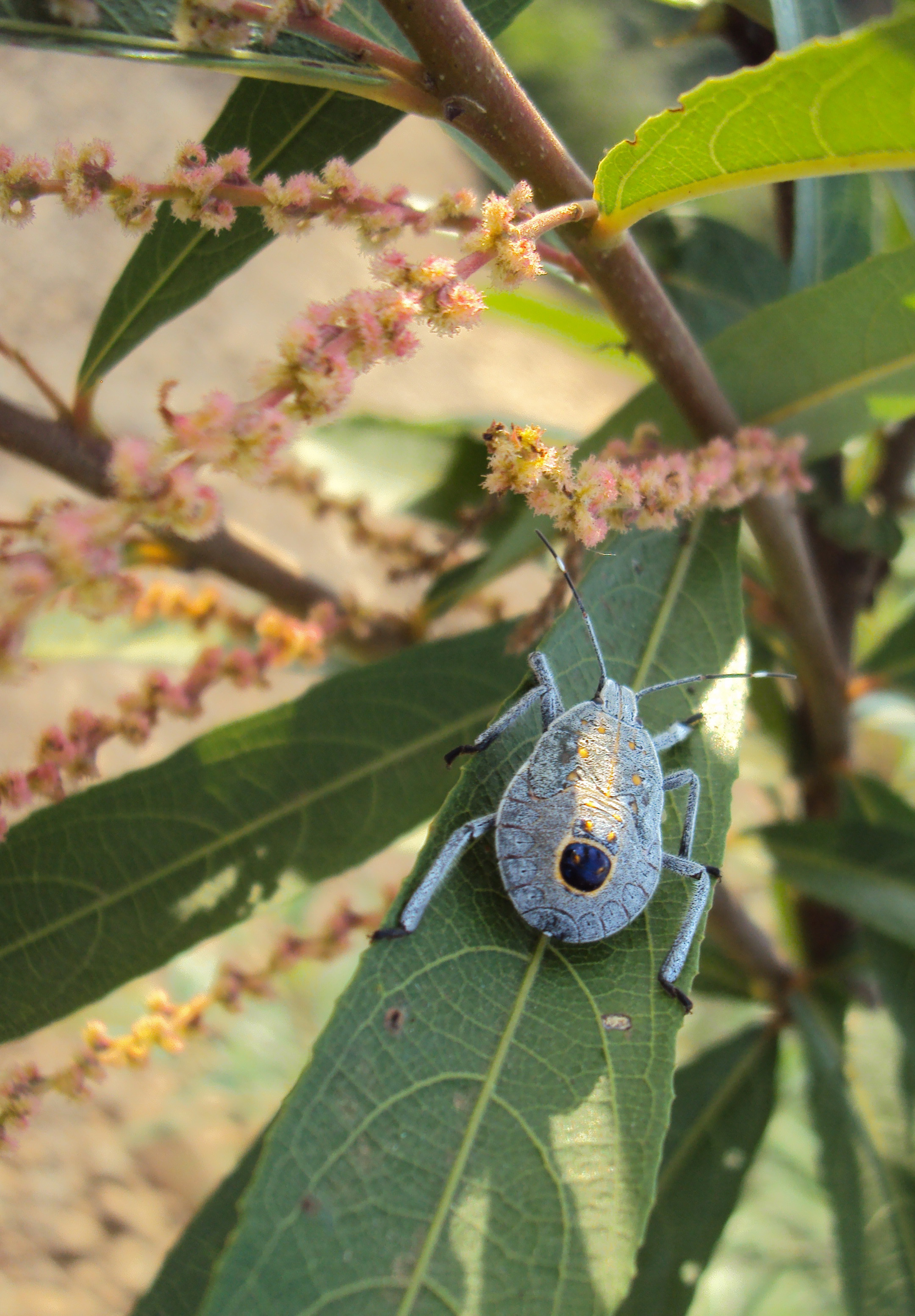
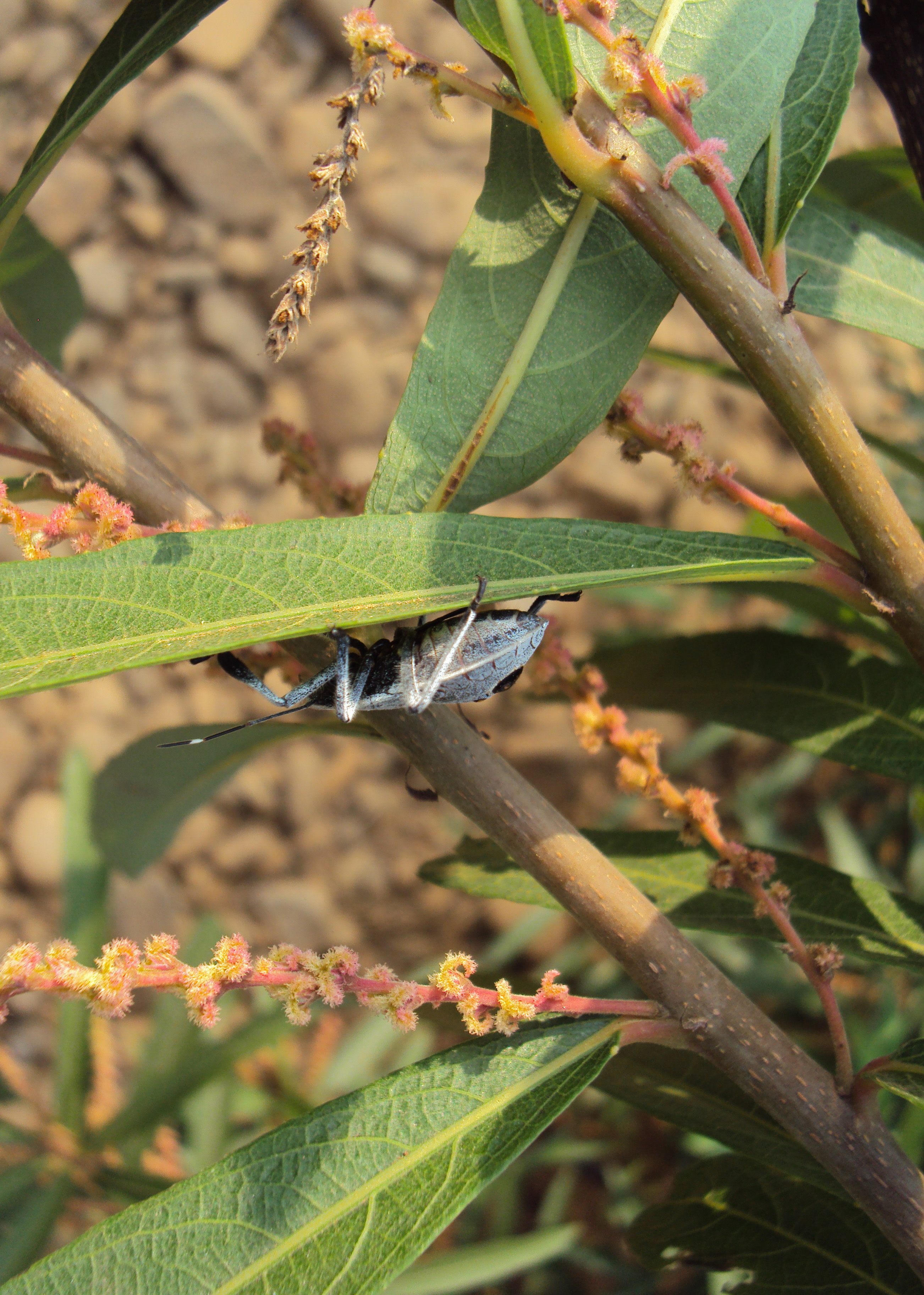
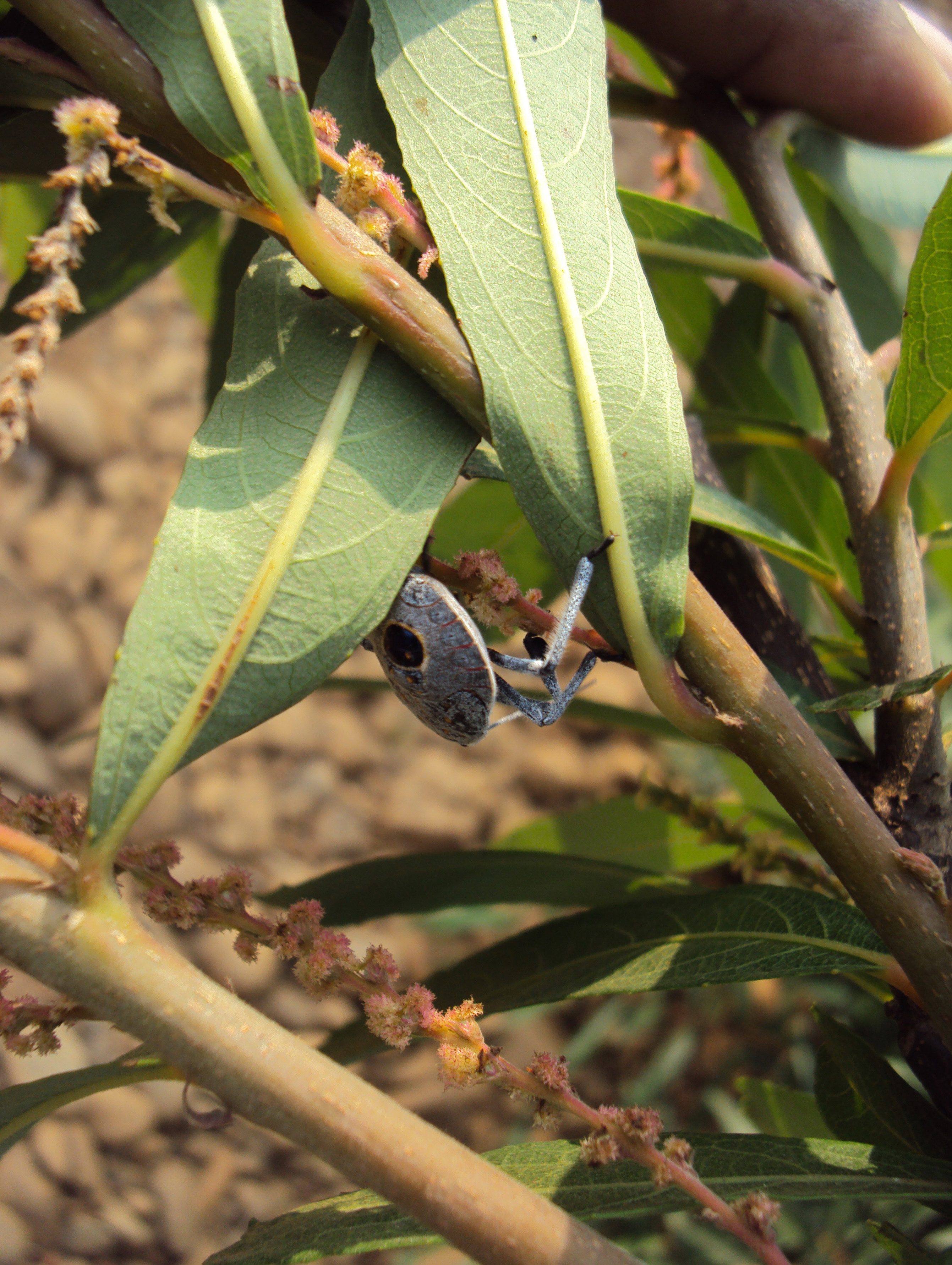
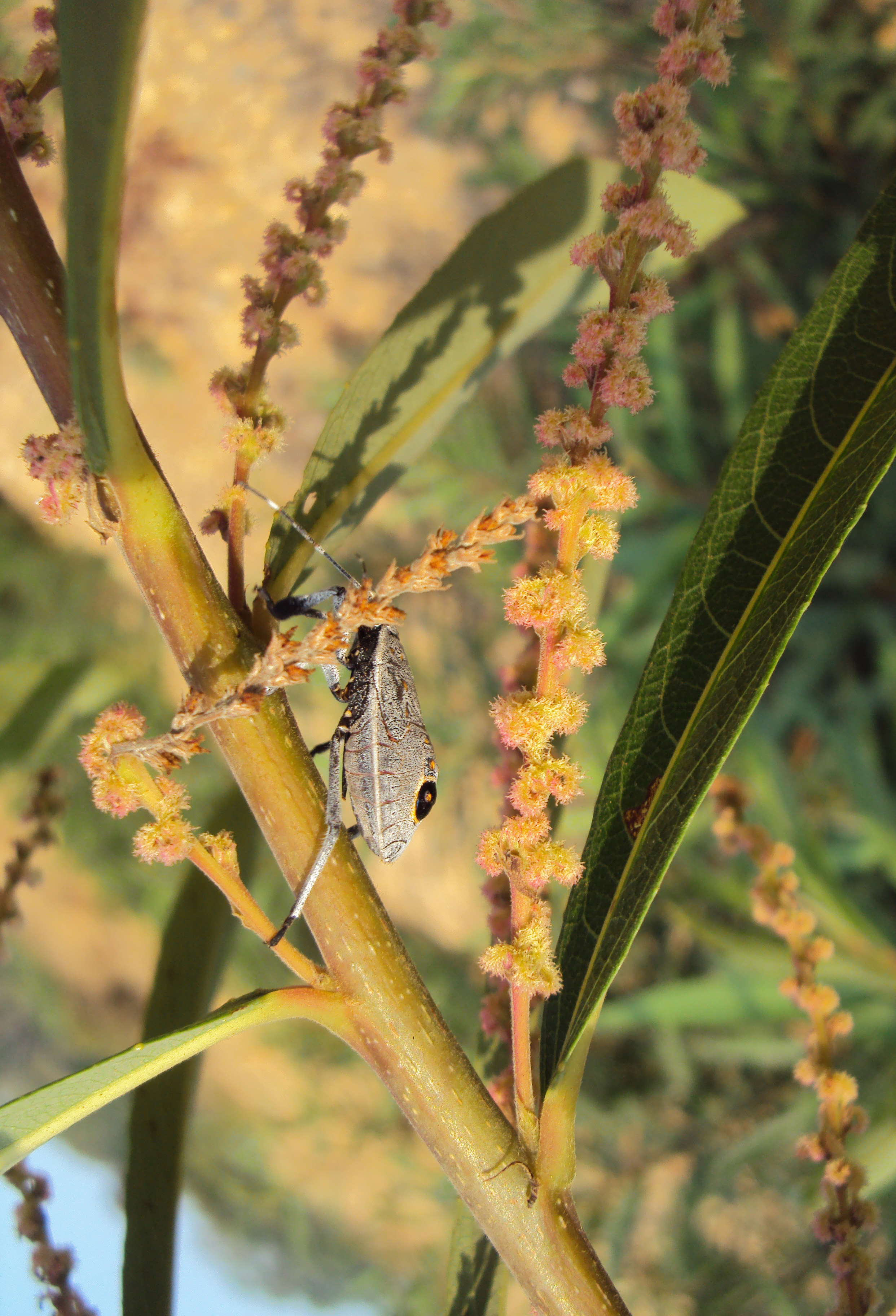